# 鰭竺鯛
鰭竺鯛（學名：Quinca mirifica），為輻鰭魚綱天竺鲷科的一種。分布於東印度洋澳洲海域，深度5至18公尺，本魚體延長，體稍側扁，眼大、口大且斜裂，頜齒細小，鋤骨和腭骨通常具齒，舌上無齒，前鰓蓋骨邊緣平滑，鰓蓋骨後緣棘不發達，身體紅黑色，尾鰭白色，第二背鰭非常高，有 14條鰭條，腹鰭非常長，棲息在礁石區洞穴，夜間活動，屬肉食性，生活習性不明。